# Сезон ФК «Карпати» (Львів) 2003—2004
| «Карпати» (Львів) у сезоні 2003—2004 | «Карпати» (Львів) у сезоні 2003—2004                                           |
| ------------------------------------ | ------------------------------------------------------------------------------ |
| Ліга                                 | Вища ліга                                                                      |
| Місце в лізі                         | 15-е                                                                           |
| Раунд у Кубку                        | 1/32 фіналу                                                                    |
| Головний тренер                      | Іван Голац (6 матчів) Мирон Маркевич (21 матч) Юрій Дячук-Ставицький (3 матчі) |
| Тренери                              |                                                                                |
| Президент                            | Петро Димінський                                                               |
| Стадіон                              | «Україна» (Львів)                                                              |
| Капітан                              |                                                                                |
| Найбільше матчів у лізі              | Сергій Ковальчук — 30                                                          |
| Найкращий бомбардир у лізі           | Сергій Мізін — 8                                                               |

Сезон «Карпат» (Львів) 2003—2004 — тридцять шостий сезон «Карпат» (Львів). У вищій лізі чемпіонату України команда посіла 15-е місце серед 16 команд і вилетіла в першу лігу. У Кубку України припинила виступи в 1/32 фіналу.

## Чемпіонат
| Місце | Клуб                         | «Карпати» — клуб | «Карпати» — клуб | І  | В  | Н  | П  | М     | О  |
| Місце | Клуб                         | удома            | у гостях         | І  | В  | Н  | П  | М     | О  |
| ----- | ---------------------------- | ---------------- | ---------------- | -- | -- | -- | -- | ----- | -- |
|       | «Динамо» (Київ)              | 3:4              | 0:1              | 30 | 23 | 4  | 3  | 68-20 | 73 |
|       | «Шахтар» (Донецьк)           | 1:2              | 0:5              | 30 | 22 | 4  | 4  | 62-19 | 70 |
|       | «Дніпро» (Дніпропетровськ)   | 0:0              | 1:4              | 30 | 16 | 9  | 5  | 44-23 | 57 |
| 4     | «Металург» (Донецьк)         | 0:2              | 0:0              | 30 | 14 | 10 | 6  | 51-34 | 52 |
| 5     | «Чорноморець» (Одеса)        | 1:1              | 0:1              | 30 | 11 | 12 | 7  | 38-33 | 45 |
| 6     | «Оболонь» (Київ)             | 1:0              | 0:1              | 30 | 11 | 8  | 11 | 34-35 | 41 |
| 7     | «Борисфен» (Бориспіль)       | 2:3              | 0:0              | 30 | 11 | 8  | 11 | 25-29 | 41 |
| 8     | «Іллічівець» (Маріуполь)     | 1:1              | 1:2              | 30 | 10 | 10 | 10 | 34-36 | 40 |
| 9     | «Арсенал» (Київ)             | 0:0              | 3:2              | 30 | 10 | 7  | 13 | 38-44 | 37 |
| 10    | «Кривбас» (Кривий Ріг)       | 4:1              | 2:0              | 30 | 10 | 6  | 14 | 26-41 | 36 |
| 11    | «Металург» (Запоріжжя)       | 1:0              | 0:2              | 30 | 8  | 8  | 14 | 26-40 | 32 |
| 12    | «Таврія» (Сімферополь)       | 1:0              | 0:1              | 30 | 7  | 11 | 12 | 22-28 | 32 |
| 13    | «Волинь» (Луцьк)             | 0:1              | 0:1              | 30 | 7  | 8  | 15 | 25-44 | 29 |
| 14    | «Ворскла-Нафтогаз» (Полтава) | 0:1              | 0:0              | 30 | 6  | 9  | 15 | 26-49 | 27 |
| 15    | «Карпати» (Львів)            |                  |                  | 30 | 6  | 8  | 16 | 22-39 | 26 |
| 16    | «Зірка» (Кіровоград)         | 0:0              | 0:3              | 30 | 3  | 8  | 19 | 16-43 | 14 |

### Статистика гравців
У чемпіонаті за клуб виступали 33 гравці:
| Футболіст                    | Дата народження   | Країна   | Ігри     | Голи     |          |
| Воротарі                     | Воротарі          | Воротарі | Воротарі | Воротарі | Воротарі |
| ---------------------------- | ----------------- | -------- | -------- | -------- | -------- |
| Налепа Мацей Павел           | 31 березня 1978   | Польща   | 22       | 28п      |          |
| Тлумак Андрій Богданович     | 7 березня 1979    | Україна  | 9        | 11п      |          |
| Захисники                    |                   |          |          |          |          |
| Беньо Юрій Володимирович     | 25 квітня 1974    | Україна  | 29       | 1        |          |
| Бровченко Віктор Валерійович | 11 жовтня 1979    | Україна  | 9        | 1        |          |
| Донець Андрій Анатолійович   | 3 січня 1981      | Україна  | 5        | 0        |          |
| Іщенко Микола Анатолійович   | 9 березня 1983    | Україна  | 14       | 0        |          |
| Мікуліч Єрко                 | 26 серпня 1976    | Хорватія | 17       | 0        |          |
| Распопов Андрій Миколайович  | 25 червня 1978    | Україна  | 14       | 0        |          |
| Тимчишин Олег Миронович      | 8 липня 1977      | Україна  | 29       | 0        |          |
| Хроль Геннадій Юрійович      | 8 серпня 1979     | Україна  | 13       | 0        |          |
| Півзахисники                 |                   |          |          |          |          |
| Веприк Олег Олексійович      | 2 квітня 1983     | Україна  | 3        | 0        |          |
| Годвін Самсон                | 11 листопада 1983 | Нігерія  | 20       | 0        |          |
| Гончаренко Сергій Григорович | 24 квітня 1974    | Україна  | 3        | 0        |          |
| Даниловський Сергій Юрійович | 20 серпня 1981    | Україна  | 20       | 2        |          |
| Йовічевіч Ігор               | 30 листопада 1973 | Хорватія | 15       | 0        |          |
| Кіріце Августін Едвар        | 10 жовтня 1975    | Румунія  | 21       | 0        |          |
| Ковальчук Сергій Сергійович  | 20 січня 1982     | Молдова  | 30       | 1        |          |
| Кудінов Юрій Олексійович     | 10 травня 1975    | Україна  | 9        | 1        |          |
| Мізін Сергій Григорович      | 25 вересня 1972   | Україна  | 18       | 8        |          |
| Назаров Євгеній Миколайович  | 23 січня 1972     | Україна  | 2        | 0        |          |
| Платон Руслан Сергійович     | 12 січня 1982     | Україна  | 14       | 0        |          |
| Сахно Віталій Вікторович     | 26 березня 1977   | Україна  | 8        | 0        |          |
| Сучков Аляксєй Вячаслававіч  | 10 червня 1981    | Білорусь | 11       | 0        |          |
| Хома Ярослав Богданович      | 17 лютого 1974    | Україна  | 12       | 0        |          |
| Нападники                    |                   |          |          |          |          |
| Аньямке Едвард               | 10 жовтня 1978    | Нігерія  | 11       | 0        |          |
| Голбан Александру Георге     | 28 лютого 1979    | Молдова  | 3        | 0        |          |
| Кабанов Тарас Володимирович  | 23 січня 1981     | Україна  | 26       | 6        |          |
| Римшин Євген Леонідович      | 16 червня 1976    | Україна  | 1        | 0        |          |
| Скаченко Сергій Вікторович   | 18 листопада 1972 | Україна  | 2        | 0        |          |
| Тігань Сенад                 | 28 серпня 1975    | Словенія | 2        | 0        |          |
| Фещук Максим Ігорович        | 25 листопада 1985 | Україна  | 8        | 2        |          |
| Чабан Сергій Миколайович     | 27 березня 1984   | Україна  | 5        | 0        |          |
| Швед Василь Васильович       | 11 грудня 1971    | Україна  | 8        | 0        |          |

## Кубок України
| Етап | Дата           | Господар           | Рахунок          | Гість             |
| ---- | -------------- | ------------------ | ---------------- | ----------------- |
| 1/32 | 10 серпня 2003 | «Титан» (Армянськ) | 1:1 дч, пен. 4:1 | «Карпати» (Львів) |